# Альф (Рейнланд-Пфальц)
Альф (нім. Alf) — громада в Німеччині, розташована в землі Рейнланд-Пфальц. Входить до складу району Кохем-Целль. Складова частина об'єднання громад Цель.
Площа — 6,33 км2. Населення становить 824 ос. (станом на 31 грудня 2020).

## Географія
1. ↑  Statistisches Landesamt Rheinland-Pfalz – Bevölkerungsstand 2020, Kreise, Gemeinden, Verbandsgemeinden (нім.)